# Славица Шилер Маринковић
Славица Шилер Маринковић (Београд, 1952-), је професор, технолог, стручни саветник Липо козметике. Славица Шилер Маринковић редовни је професор на Катедри за биохемијско инжењерство и биотехнологију, на Технолошко - металуршком Факултету у Београду.

## Биографија
Славица Шилер Маринковић је запослена као редован професор на Катедри за биохемијско инжењерство и биотехнологију, на Технолошко - металуршком Факултету у Београду. Она на факултету предаје предмете Биохемију, Хемију хране и Биоактивне материје у козметичким производима на докторским студијама. Такође је предавала и предмет Козметологију на Високој медицинској школи струковних студија у Земуну. Славица се осим професуре бави истраживањем фосфолипида, њиховом модификацијом и применом у производњи липосома. Успела је да произведе липосоме од фосфолипида соје инкапсулиране витаминима, биљним екстрактима, екстрактом квасца и антибиотиком амфотерицином Б. Задњих година се интензивно бави истраживањима антибактеријских и антиоксидативних карактеристика биљних екстраката и етарских уља и њиховом применом у фармацији и козметици.

## Научно-истраживачки рад
Славица Шилер Маринковић држи велики број стручних предавања из козметологије, који се врло посећени од стране стручне јавности. Она је аутор књиге „Активне материје у козметичким производима” намењене професионалцима, која даје одговоре на многа питања и дилеме у вези са правилним избором активних компоненти за негу коже. Књига „Активне материје у козметичким производима”, писана је са циљем да помогне људима да се сазна о препаратима који су неопходни за лепоту коже, пише и о активним супстанцама, где се могу наћи, како делују, када их треба примењивати, које количине су оптималне, у којим производима се налазе.
Она је аутор пет уџбеника и аутор бројних радова из своје области. Учествовала је и учествује на стручним скуповима, а активна је и на пољу естетике и anti-aging медицине.